# Skistodiaptomus reighardi
Skistodiaptomus reighardi är en kräftdjursart som först beskrevs av Marsh 1895.  Skistodiaptomus reighardi ingår i släktet Skistodiaptomus och familjen Diaptomidae. Inga underarter finns listade i Catalogue of Life.